# Macrolabis linii
Macrolabis linii är en tvåvingeart som beskrevs av Fedotova 1987. Macrolabis linii ingår i släktet Macrolabis och familjen gallmyggor.
Artens utbredningsområde är Kazakstan. Inga underarter finns listade i Catalogue of Life.